# Sabrina Ionescu

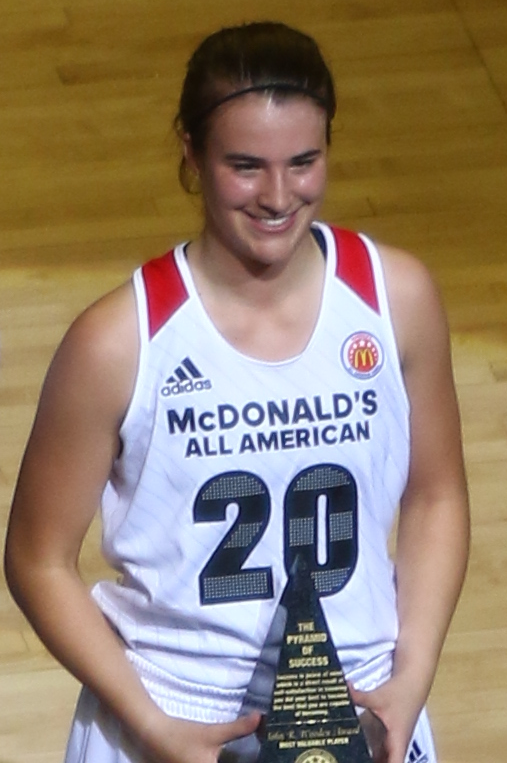
Sabrina Ionescu în 2016

Sabrina Ionescu (n. 6 decembrie 1997, Walnut Creek⁠(d), California, SUA) este o jucătoare româncă de baschet la echipa New York Liberty din WNBA. Este considerată una dintre cele mai bune jucătoare din istorie în campionatul colegiilor NCAA și este liderul tuturor timpurilor la triple-double (cel puțin 10 unități la puncte, recuperări și pase decisive într-un meci).

## Biografie
Sabrina Ionescu este născută în Walnut Creek, California. Părinții ei au emigrat din România. Tatăl, Dan Ionescu, a fugit din România comunistă cu puțin timp înainte de Revoluția din 1989 și a primit azil politic în SUA. Ulterior, soția acestuia, Liliana Blaj, i s-a alăturat, abia în anul 1995. Sabrina are doi frați, unul mai mare, Andrei, si celalălt geamăn, Edward, ultimul dintre ei jucând baschet la City College din San Francisco. Ea este de origine romană și vorbește limba romană.

## Liceu
Sabrina a fost câștigătoare patru ani la baschet la Liceul Miramonte din Orinda, California, sub conducerea lui Kelly Sopak.
În calitate de boboc în 2012-13, a jucat în 14 din 29 de jocuri și a avut o medie de 13,8 ppg., 3,9 apg. și 3,9 spg. pentru a-și ajuta echipa la un record de 27-3 și un finisaj secundar al secțiunii II din California de Nord.
În al doilea an de studenție în 2013-14, a ajutat echipa sa la un record de 30-2.
În primii ani de liceu, a înregistrat o medie de 18,7 puncte, 7,7 recuperări, 4,2 asistă și 4,7 intercepții, ajutând Miramonte HS la un record de 30-2 și o apariție în semifinalele diviziei CIF.
În ultimul an, a condus-o pe Miramonte la jocul titlului diviziei CIF deschis după ce a obținut în medie 25,3 puncte, 8,8 pase decisive, 7,6 recuperări, 4,5 intercepții și 1,3 blocaje pe joc. Ea a înscris un triple-dublu în pierderea jocului de campionat la Chaminade cu 24 de puncte, 10 pase decisive și 10 recuperări. Ionescu a făcut, de asemenea, o primă jumătate de buzzer - atunci cand mingea intră în cos dupa ce timpul de atac s-a scurs.
A primit onoruri naționale, printre care "Jucătorul de baschet american de azi pentru fete", "Cel mai bun jucător al anului și jucător de stat Gatorade al anului", a intrat in selectia McDonald's All-America și Jordan Brand All-American. Ea a numit McDonald's All-America joc MVP după ce a atins un record 25 de puncte, inclusiv șapte "three-pointers", cu 10 recuperări. 
Ea este, de asemenea, liderul tuturor timpurilor în pase decisive 769, interceptari 549 și Triple Doubles 21. În plus față de recordul de carieră, Ionescu deține, de asemenea, cele mai bune trei înregistrări Miramonte cu 598 (2013-14), 760 (2014-15) și 834 (2015-16). Ionescu deține, de asemenea, recordul single de scoruri de 43 de puncte față de Liceul de Pini, în timp ce a fost dublu și triplu echipat și unicul record de joc în pase decisive cu 19 la Dublin High School.

## Cal Stars Nike EYBL
Ionescu a jucat baschet din clasa a IV-a pentru Clubul Cal Stars Nike EYBL din Orinda, CA. În urma anilor ei de juniori, echipa ei a castigat prestigiosul campionat Nike Nationals EYBL în North Augusta, Carolina de Sud, după un sezon de 54-1. Ea a fost colegă de echipă cu Mariya Moore (USC), Minyon Moore (USC), Kelli Hayes (UCLA), Natalie Romeo (Washington), Evina Westbrook (Tennessee), Mallory McGwire (Oregon), Kat Tudor și Aquira Decosta (Baylor).

## Universitatea din Oregon

### Primul an
În calitate de boboc, ea a fost numită 2017 Pac-12 Freshman of the Year, după cum a fost votată de antrenorii de liga.
Ionescu a înregistrat patru triple-duble, unul timid al înregistrării Pac-12 și două mai puțin decât recordul NCAA. A obținut o medie de 14,6 puncte, 6,6 recuperări și 5,5 pase decisive, și a ocupat locul al doilea în echipă în scor și rebound, și primul loc în pase decisive. De asemenea, a postat șapte dublu-duble, clasându-se pe locul trei în clasamentul Pac-12 și pe locul 29 în NCAA, cu 183 de pase în acest an. Raportul său de asistență / cifră de afaceri de 1,93 la 1 a fost cel de-al doilea cel mai bun la Pac-12. Ea a fost numită Pac-12 Freshman of Week săptămânal de patru ori și a fost numită jucător național al USBWA săptămânii. În plus, ea a fost premiată cu premiul național "USBWA" al anului, fiind cea mai bună studentă de bacalaureat din țară.

### Anul Sophomore
În data de 26 februarie 2018, Ionescu a fost numită baschetbalista al colegiului espnW al săptămânii. Ionescu a condus Ducks la cea de-a treia ediție a campionatului de baschet de la Pac-12. 
Ea a condus conferința în ceea ce privește notarea (19.2) și pasele decisive, oferind 7,8 pase decisive pe joc, fiind locul cinci în țară. Ea are 16 dublu-duble în acest sezon și 14 jocuri cu 20 de puncte. A înregistrat 10 meciuri de asistență de 13 ori în acest sezon, oferind de două ori un sezon de ligă 14. În urma celui de-al doilea sezon, a fost numită Pac-12 Conference Women's Basketball Player of the Year. A fost numită și o primă echipă All-American de ESPN. Oregon Ducks a câștigat, de asemenea, campionatul Pac-12 pentru prima dată din 2000. Ea este finalistă a Premiului Naismith și a Premiului Nancy Lieberman. La sfârșitul celui de-al doilea an, ea va fi liderul NCAA de-a lungul timpului în triple-duble.

## New York Liberty

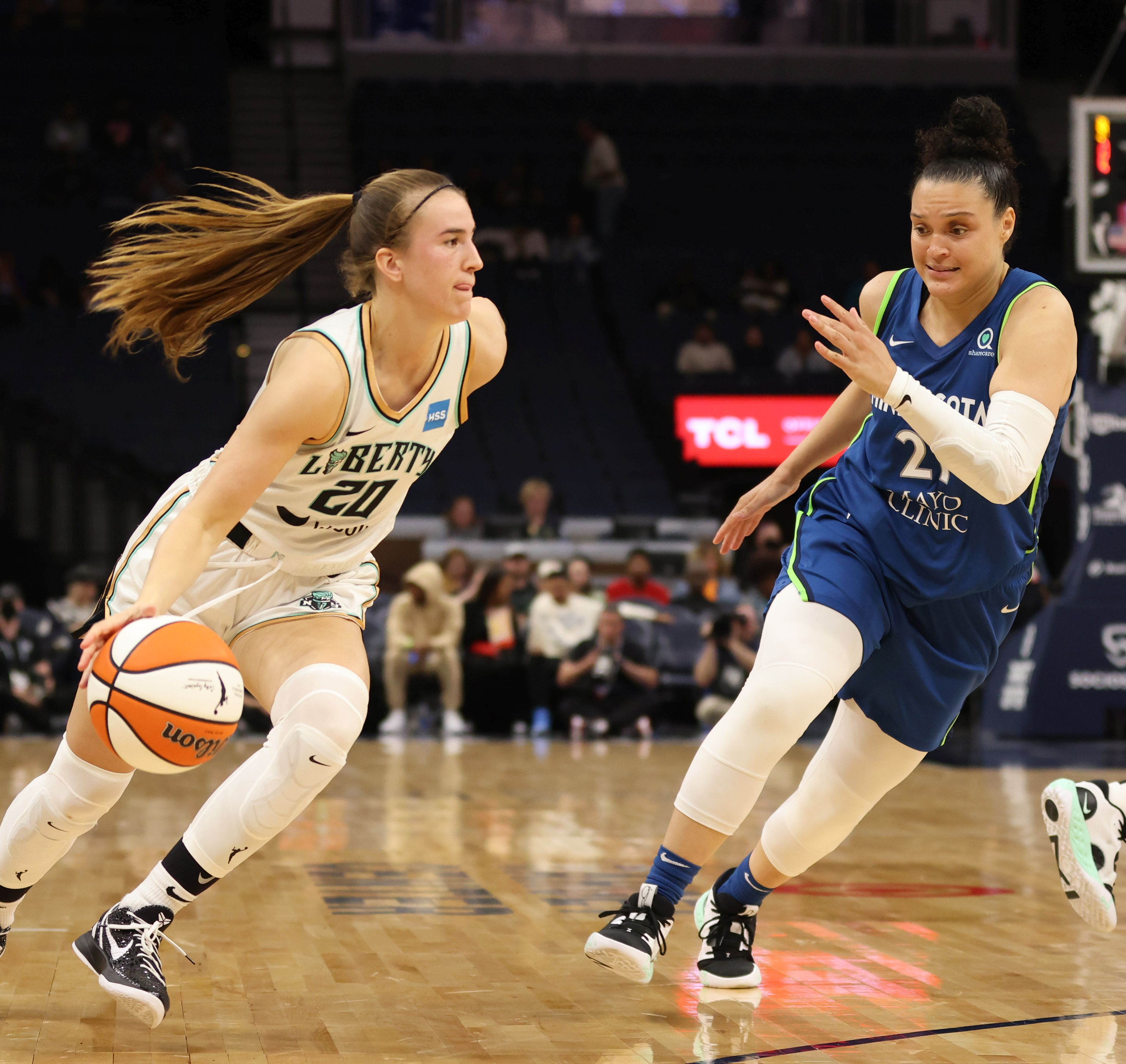
Sabrina Ionescu (stânga) în 2022

În anul 2020 ea a fost selectată în lotul echipei New York Liberty din WNBA.
În 2023 a stabilit un nou record la concursul de 3 puncte (3-Point Contest), terminând cu 37 de puncte din 40 posibile la All Star Game.
La Jocurile Olimpice de la Paris din 2024 ea a câștigat medalia de aur cu echipa SUA.
În sezonul 2023-24 a contribuit la primul titlu de campioană a WNBA pentru New York Liberty.

## Legături externe
Materiale media legate de Sabrina Ionescu la Wikimedia Commons
- en  Sabrina Ionescu la WNBA
- en  Sabrina Ionescu la basketball-reference.com
- en  Sabrina Ionescu la olympics.com